# Triteleia laxa
Triteleia laxa là một loài thực vật có hoa trong họ Măng tây. Loài này được Benth. miêu tả khoa học đầu tiên năm 1834.

## Hình ảnh

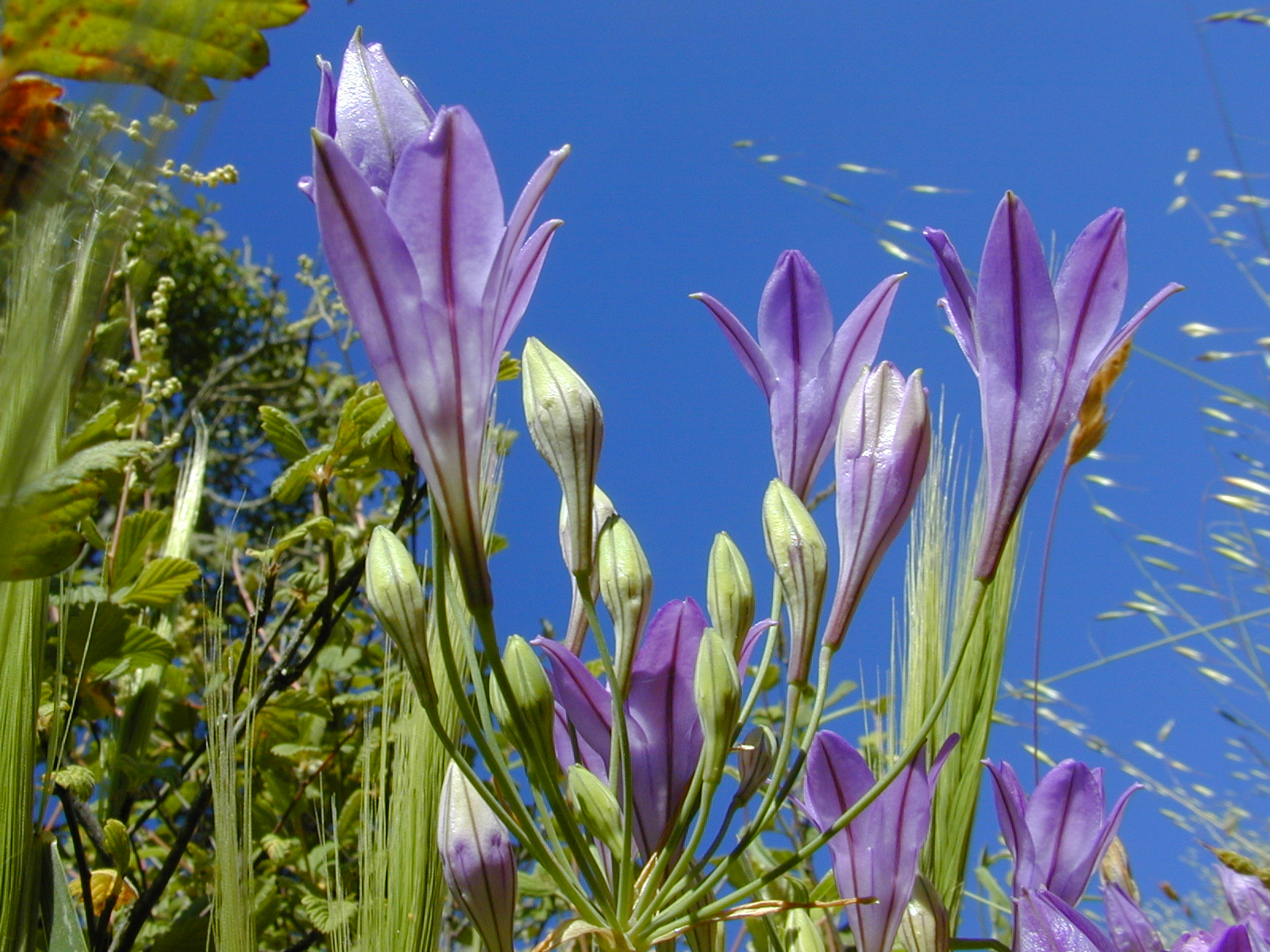
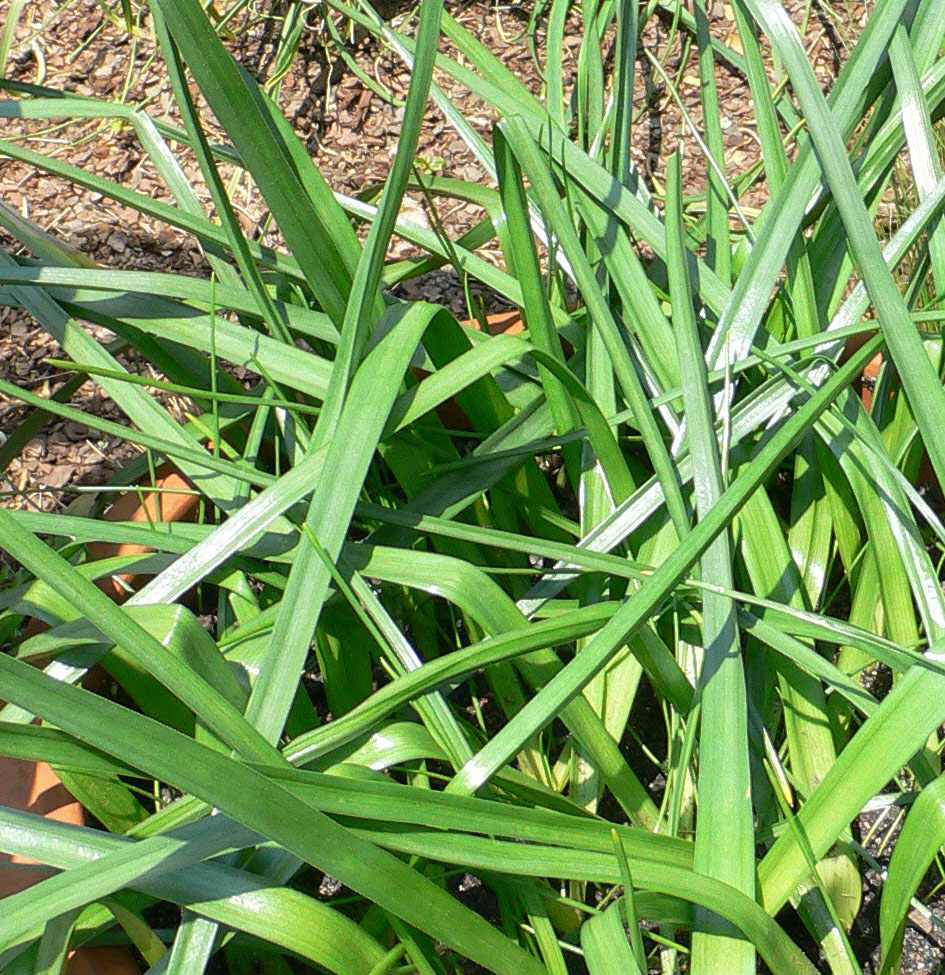
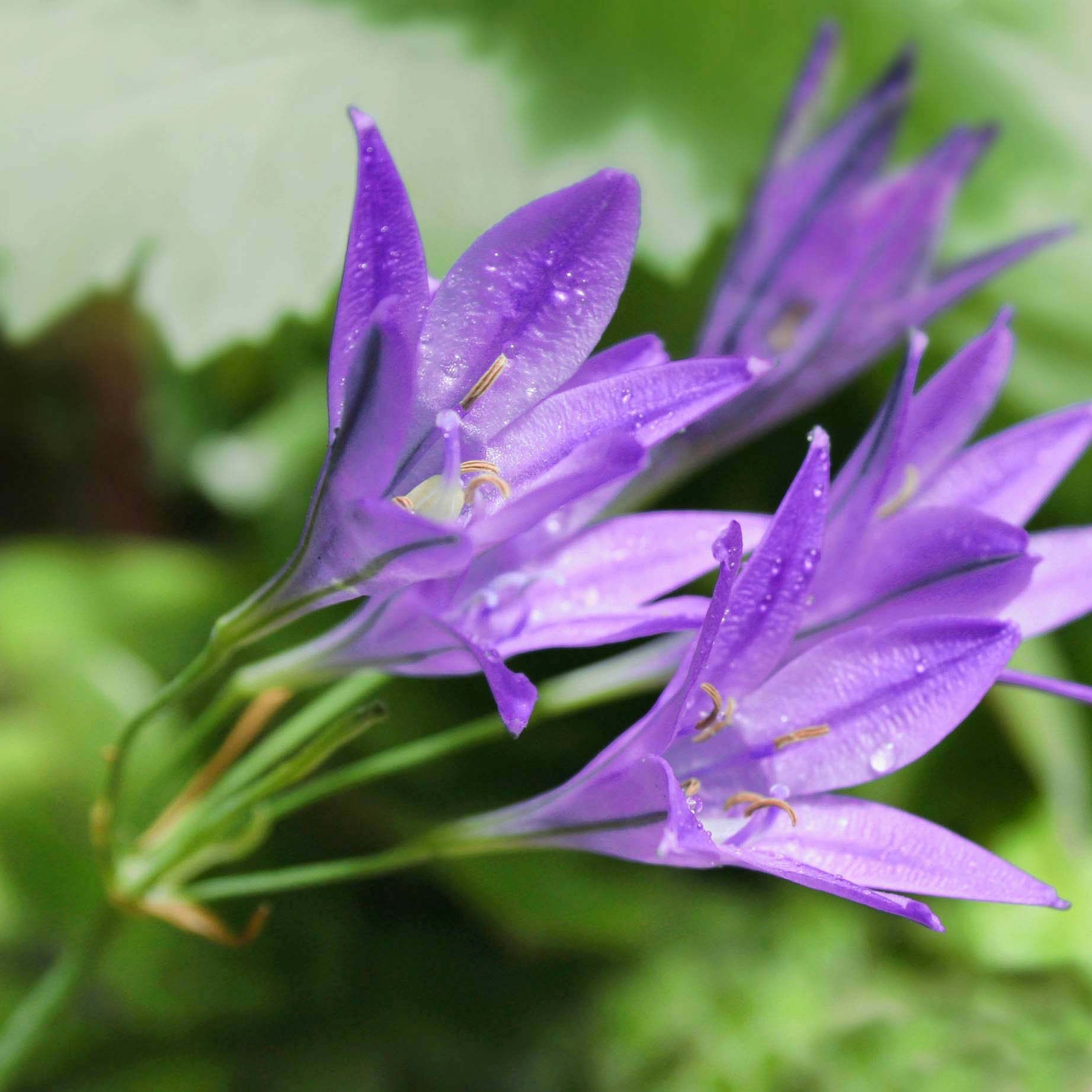
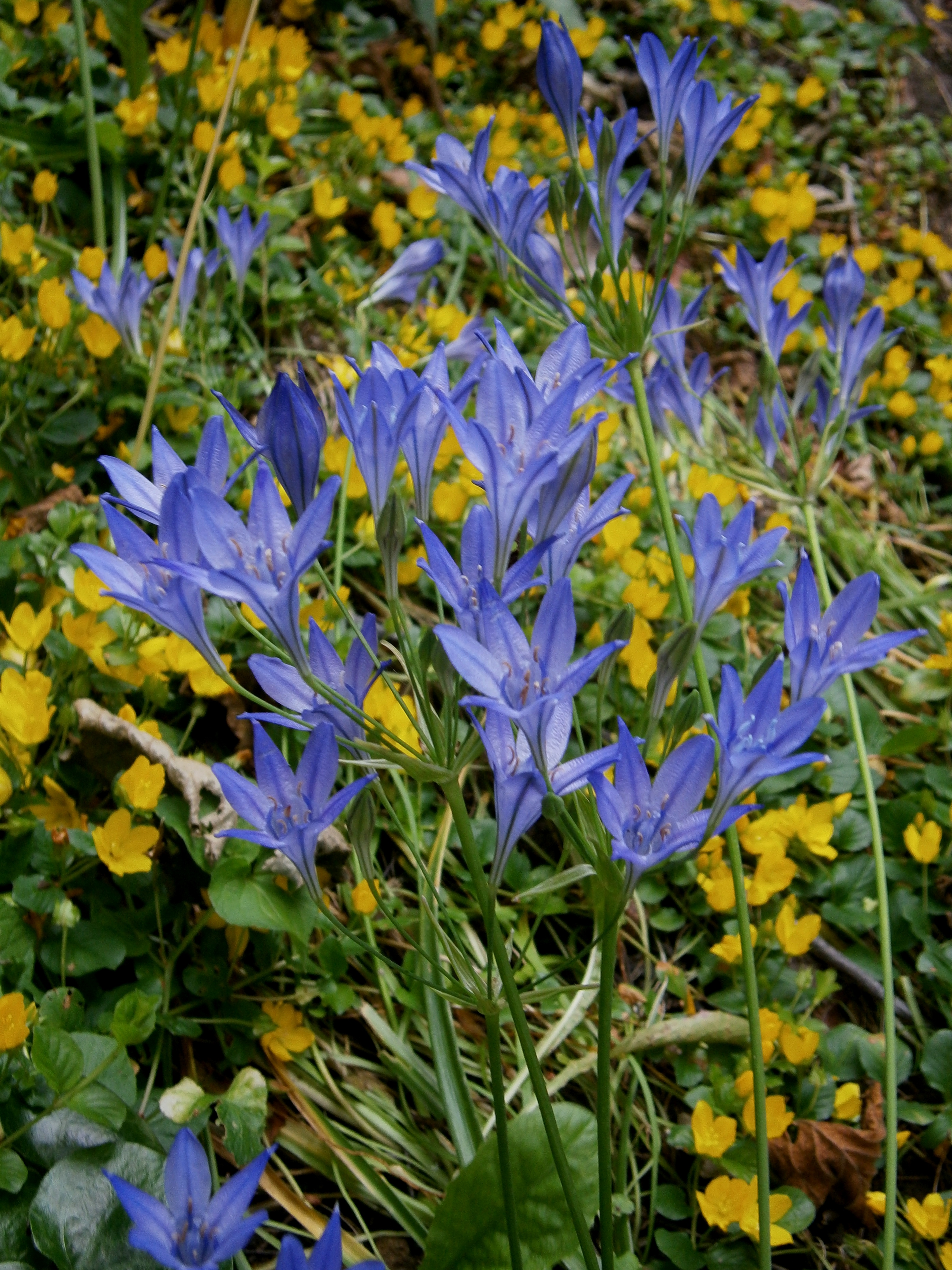